# Comuna de Wielichowo
Wielichowo (polaco: Gmina Wielichowo) é uma gminy (comuna) na Polónia, na voivodia de Grande Polónia e no condado de Grodziski. A sede do condado é a cidade de Wielichowo.
De acordo com os censos de 2004, a comuna tem 6884 habitantes, com uma densidade 64,1 hab/km².

## Área
Estende-se por uma área de 107,43 km², incluindo:
- área agricola: 78%
- área florestal: 14%

## Demografia
Dados de 30 de Junho 2004:
|                      | Total   | Total | Mulheres | Mulheres | Homens  | Homens |
| -------------------- | ------- | ----- | -------- | -------- | ------- | ------ |
|                      | pessoas | %     | pessoas  | %        | pessoas | %      |
| População            | 6884    | 100   | 3464     | 50,3     | 3420    | 49,7   |
| Densidade (pop./km²) | 64,1    | 100   | 32,2     | 32,2     | 31,8    | 31,8   |

De acordo com dados de 2002, o rendimento médio per capita ascendia a 1249,28 zł.

## Subdivisões
- Augustowo, Celinki, Dębsko, Gradowice, Łubnica, Piotrowo Wielkie, Prochy, Pruszkowo, Reńsko, Śniaty, Trzcinica, Wielichowo-Wieś, Wilkowo Polskie, Zielęcin, Ziemin

## Comunas vizinhas
- Kamieniec, Przemęt, Rakoniewice, Śmigiel